# 엄정화
엄정화(嚴正化, 1969년 8월 17일 ~ )는 대한민국의 가수 겸 배우이다.

## 학력
- 제천중앙초등학교 (졸업)
- 의림여자중학교 (졸업)
- 제천여자고등학교 (전학)
- 북원여자고등학교 (졸업)

## 생애

### 어린시절
엄정화는 1969년 8월 17일 대한민국 충청북도 제천시에서 아버지 엄진옥과 어머니 유경숙 사이에 태어났으며, 1남 3녀  중 둘째이다. 언니는 엄정혜, 여동생은 엄정선, 남동생은 배우 엄태웅이다. 아버지 엄진옥은 트럼펫 연주가이자 서라벌예술대학에서 음악을 전공한 중학교 음악 선생님이었다. 그러나, 엄정화가 5살 때(1974년) 아버지가 바이크 사고로 사망한 뒤 학교 매점에서 살게 되는 등 순탄하지 않은 어린 시절을 보냈다.
충청북도 제천시의 청전초등학교와 의림여자중학교를 졸업했으며, 그 후 제천여자고등학교에 다니다가 강원도 원주로 전학하여 1989년 북원여자고등학교를 졸업하였다. 엄정화는 고등학교 시절에 대하여, 씨네21과의 인터뷰에서 고등학교 시절에 대해 들국화 콘서트를 보러 상경하기도 하였다고 술회하였고, 일간스포츠는 그의 북원여자고등학교 전학 시절에 대해 엄정화가 북원여자고등학교로 전학 와서 학창 시절에도 노래 잘 부르는 것으로 유명한 학생이었으며 학창 시절 소풍이나 장기 자랑 시간에는 친구들의 신청곡이 밀릴 정도였고 노래와 춤, 친구들과 노는 것을 너무 좋아했다고 언급한 바 있다.
고등학교 졸업 후, 상경하여 카페에서 아르바이트를 하였고, 어머니는 떡볶이와 어묵을 파는 포장마차를 운영하는 등 어려운 시절을 보냈다. 1989년 MBC 합창단의 오디션을 합격하며, MBC 합창단 12기로 커리어를 시작한다. 엄정화는 MBC 《무릎팍도사》에 출연하여, 전문대 졸업 이상만 채용하였기 때문에 정식 공채에서는 서류에서 탈락했으나, 후에 특채를 통해 합창단이 될 수 있었다고 말했다. 당시 어려운 가정 형편 속에서 살아왔던 엄정화는 이주일이 운영하던 홀리데이 인 서울에서 코러스 아르바이트를 하기도 했다. 이때 MBC 합창단을 하면서 연예계의 인맥을 쌓게 되는데, 대표적인 사람으로는 양현석 등이 있다.

### 1989–96: 데뷔, SORROWFUL SECRET, Uhm Jung Hwa 2
1989년에 MBC 합창단의 오디션을 합격하며 방송국 합창단원이 되었다. 이후 엄정화는 한 쇼 프로그램에서 배우 최진실의 노래를 도와주게 되었는데, 이것이 계기가 되어 엄정화는 최진실의 소속사에 들어가게 된다. 이후 엄정화와 최진실은 매우 친한 친구 사이가 되었다. 합창단 시절 양수경의 코러스로 참여한 후, 가수 제의를 받아 데뷔를 하게 된다.
1992년에 배우 심혜진 주연의 영화 《결혼 이야기》(1992년)의 단역으로 출연하면서 영화계에 데뷔하였고, '로얄디' CF로 광고계에 데뷔하였다. 이후 1993년 시인 유하의 첫 감독 데뷔작인 《바람부는 날이면 압구정동에 가야한다》의 주연을 최민수, 홍학표 등과 맡으면서 본격적인 연예 활동을 시작하게 된다. 유하 감독은 엄정화에게 "너는 오렌지족처럼 생겼는데, 눈은 되게 착하다"라고 하며 캐스팅을 했고, 이 영화에서 팜므 파탈 역을 맡았던 엄정화는, 영화의 삽입곡이었던 신해철 작사·작곡의 〈눈동자〉가 수록된 1집 음반 《SORROWFUL SECRET》으로 가수 활동을 시작한다. 이 영화 개봉 시 엄정화는 조선일보에, "mbc 합창단원이었다는 전력 때문에 연기력을 의심 받고 있지만 이번 기회에 노래보다 연기가 더 뛰어나다는 평가를 받을 수 있도록 혼신의 힘을 다하겠다"라고 코멘트를 하기도 했다.
영화와 1집 음반 모두 그리 큰 반향을 얻는 것에는 실패했지만, 당시 청순함이 대세이던 여자 가수들 중에서 섹시한 분위기를 풍기며 데뷔부터 남다른 이미지를 구축하는 데 성공한다. 이러한 이미지 구축은, 그가 1990년대 유지했던 '군인이 좋아하는 가수'라는 타이틀을 가져다주는데, 엄정화는 가수 데뷔 첫 해부터 군인이 가장 좋아하는 여가수로 선정된다.
이후 1995년 가수로 복귀할 때까지, 영화의 오렌지족 이미지를 그대로 차용했던 KBS2 드라마 《굿모닝 영동》에 김호진의 상대 역인 주리나 역을 맡은 것을 시작으로, 툭하면 매 맞고 사는 넷째 기남 역으로 분했던 MBC 《자매들》, 박중훈의 내연녀 혜리로 출연했던 영화 《마누라 죽이기》, 첫 성우에 도전했던 극장용 애니메이션 《블루 시걸》, 드라마 《폴리스》, 뮤지컬 《우리집 식구는 아무도 못말려》등에 출연하며 배우로서 활동하였다.
엄정화는 KBS 《특종 웃음대결》의 MC를 비롯해, MBC 《뉴스투데이》에서 ‘엄정화의 문화살롱’을 진행하기도 하는 등 진행자로 나서기도 했다.
1996년 1월 2집 《Uhm Jung Hwa 2》를 발매하며 가수로 복귀한다. 총 9곡이 실린 이 앨범에서, 최준영이 작곡한 《슬픈 기대》와 김형석이 작곡한 《하늘만 허락한 사랑》이 히트하였다. 타이틀곡이었던 《슬픈 기대》는 가발을 쓴 뮤직비디오로 화제를 모으며, 1996년 5월 2째주 KBS 가요톱텐에서 4위까지 오르며 가수로서 첫 반향을 얻었다. 당시 가요계의 분위기는 서지원의 충격적인 사망으로 인한 추모 분위기와, 엄청난 파괴력으로 등장한 패닉의 데뷔곡 달팽이, 밀리언셀러를 달성한 3집 앨범으로 복귀한 솔리드까지 상위권 경쟁이 치열하던 시기였다. 엄정화는 이 곡으로 6월까지 총 10주간 가요톱텐 10위 권에 머무른다. 그 해 여름, 후속곡으로 내걸었던 《하늘만 허락한 사랑》이 8월이 되며 다시 차트 10위 권 내로 진입했고, 인기를 모으면서 각종 가요 프로그램에서 1위 후보에 오르며, 11월까지 차트 10위 내에 머물면서 크게 히트했고, 엄정화를 대표하는 발라드곡으로 자리 잡게 된다. 이 앨범의 성공으로 엄정화는 가수로서의 커리어에 상승 곡선을 그리게 된다.
《하늘만 허락한 사랑》의 히트를 뒤로 하고 1997년 3집을 발매할 때까지 지금은 영화감독으로 활동하고 있는 장진 감독의 《택시 드리벌》을 최민식과 함께 초연하는 등 연극 무대까지 활동 영역을 확장하며 배우로서의 커리어를 이어나간다. 엄정화의 연극 무대 복귀는 1995년 뮤지컬 《우리집 식구는 아무도 못말려》이후 3년 만이었는데, 엄정화는 동아일보와의 인터뷰에서 본인이 맡은 캐릭터 '서낙'에 대해 “「선악」을 소리나는 대로 써 놓은 이름이에요. 주인공에게 「해봐, 해봐」하고 충동질하는 적극적이고 진취적인 자아 역할”이라고 말하며, “제대로 연기 훈련을 받고 싶어 출연료도 묻지 않고 연습을 시작했다”라고 출연 동기를 설명했다.

### 1997–98: 後愛, invitation
1997년 발표한 3집《後愛》와 함께 가수로서의 전환점을 맞게 된다. 이 앨범에서부터 엄정화는 작곡가 주영훈과 함께 일하게 되는데, 주영훈이 작곡을 맡은 3집의 타이틀 곡《배반의 장미》는 공전의 히트를 기록하며 그녀가 슈퍼스타의 반열에 오르는 결정적 계기가 된다. 이 곡은 엄정화에게 가요 차트에서 최초로 1위를 하는 기록을 안겨주었다. 장미 가시를 상징하는 뾰족하게 세운 헤어스타일, 짙은 화장, 검은색 무대 의상 등 아방가르드한 무대 스타일로 섹시함을 포인트로 잡은 이 노래로 엄정화는 각 음반 및 가요 차트를 휩쓸었고, 뛰어난 퍼포머로서의 역량을 과시했다. 엄정화는 조선일보와의 앨범 발매와 함께 가진 인터뷰에서, "제목은 좀 촌스럽죠？ 하지만 폭발적인 분위기가 재미있습니다. 앞으로 엄정화 하면 도전적이고 적극적인 모습을 떠올리게 될 겁니다."
라고 이야기하며, 자신감을 피력하기도 했다. 《배반의 장미》의 엄청난 성공 이후 엄정화는 후속곡으로 《하늘만 허락한 사랑》의 계보를 잇는 엄정화표 발라드《후애 (後愛)》와 댄스곡《3자대면》으로 활동을 이어나갔고, 이 노래들 또한 시장에서 성공을 거둔다.
이와 함께 당시 갓 데뷔한 신인그룹이었던 지누션의 1집 후속곡이었던《말해줘》에 피처링을 맡았고, 이 곡이 시장에서 크게 히트하면서 엄정화의 가요계 내 입지는 더욱 탄탄해지게 되었다. 이런 인기에 힘입어 KBS 2TV의 드라마 《스타》에 캐스팅된다. 아역 탤런트 출신 스타로 팬들 기억에서 사라지는 불운을 겪다 숨은 매력을 알아본 동료의 도움으로 재기하는 신수민 역을 맡았던 엄정화는 인터뷰에서 "무엇보다 어려운 점은 예비 촬영분이 거의 없어서 매주 촬영 일정을 거의 빼 먹지 말고 소화해야 한다"라고 고충을 토로하면서, "배우로 기억되고 싶다"라는 소망을 피력하기도 했다.
1998년 3월 KBS 2FM 《가요광장》의 DJ를 맡게 된다. 엄정화는 앞서 직전 DJ인 궁선영이 진행하던 시절에도, 토요일 2부에《탑뮤직 30》코너를 맡아 같이 진행하기도 했었으며, 당시 SBS FM의 프로그램인 양진석의 《스트레스 제로》에서도《신나는 고고 짠짠》이라는 코너를 맡아 진행하기도 했었다. 엄정화는 중간의 휴식 기간을 제외하고 2001년 1월까지 이 프로그램을 약 3년 간 진행하는데, 진행 도중 연인과의 이별을 떠올리며 눈물을 흘리는 등 인간적인 면모를 보여 화제를 낳기도 했다.
주영훈과의 성공적인 결과물을 얻어낸 엄정화는 다음 해 발표한 4집 《invitation》에서 또 한번 그와 손을 잡는데, 4집의 타이틀 곡이었던《POISON》은 전작《배반의 장미》를 뛰어넘는 엄청난 히트를 하였고, 첫 달에만 18만 장이 넘는 음반을 판매. 하는 등 여가수로서는 이례적인 45만 장이 넘는 앨범을 판매하게 된다. 또한 당시 모델이었던 배우 차승원이 등장했던 뮤직비디오로 화제가 되었다. 이 단계에서부터 엄정화는 단순한 가수를 넘어서 하나의 패션 아이콘으로 등장하게 되는데,《POISON》과 함께 무대에서 선보였던 엄정화의 단발머리 스타일과 사이버틱 메이크업을 비롯해, 하늘을 찌르는 댄스 동작 역시 센세이션을 일으키며 큰 반향을 얻는 데 성공한다. 이 《POISON》은 2008년 엄정화가《D.I.S.C.O》앨범으로 복귀하면서 출연한 KBS 2TV의 《불후의 명곡》에서도 1위로 꼽혔다.
엄정화는 4집 앨범에서 주영훈 이외에도, 박진영, 이현도, 조규만, 정재형 등의 프로듀서와도 합작물을 만들어 냈는데, 《POISON》의 엄청난 성공 이후 그가 선택한 후속곡은 박진영과의 합작품이었던《초대》였다. 엄정화는 솔직한 가사의 이 곡을《POISON》에서 선보였던 단발머리 대신 긴 머리에 검은 드레스, 부채를 들고 에로틱한 분위기를 풍기는 무대와 함께, 상반신 노출, 마사지 장면 등 에로틱한 분위기가 전체적으로 감도는 뮤직비디오를 시장에 내놓으며 사회적 주목을 받게 된다. 당시 이 뮤직비디오는 한편으로는 당시로서는 파격적인 침실 및 에로틱한 분위기로, 성 상품화와 선정적이라는 비난을 받기도 했는데, 그럼에도 불구하고 《초대》역시《POISON》에 버금가는 히트를 기록하며 시장 내에서의 엄정화의 위치를 더욱 공고하게 해주었다. 《초대》의 성공에 힘입어 엄정화는 세 번째 활동 곡으로《숨은 그림 찾기》를 내놓는데, 밝은 분위기의 이 곡 역시 차트 10위 안에 무난히 안착하며 3연속 히트곡을 만들어 내었다. 엄정화는 이 해 11월, 성공적인 활동을 바탕으로 라이브 콘서트《천년의 유혹》를 개최하며 4집 활동의 정점을 찍었다. 이 콘서트는 대호응을 거두었고, 12월에 앵콜 콘서트를 개최하게 된다.

### 1999–2000: 005.1999.06, all details uhmjunghwa
4집 앨범의 큰 성공 이후, 엄정화는 세기말을 앞둔 1999년 그의 디스코 그라피에서 가장 성공적인 5집 《005.1999.06》을 선보인다. 이 앨범에서 엄정화는 주영훈을 택했던 전작들과는 다르게, 김창환과의 합작품인《몰라》를 타이틀 곡으로 선보였다. 김창환이 본인이 게스트로 나온 KBS《불후의 명곡》에서 밝혔듯이, 엄정화는 김창환으로부터 곡을 받기 위해서 가수 김태영에게 보컬 레슨을 받는 등 노력을 기울였고, 김창환은 담당 가수가 아님에도 불구하고 엄정화에게 곡을 주어 공전의 히트를 이루어내었다. 엄정화는《몰라》의 이미지를 사이버틱하게 가져가면서 뮤직비디오, 무대 구성을 통해 최대한 시청자들이 그 이미지를 받아들일 수 있도록 구성했다. 엄정화는 홍종호를 기용하여 감독한 세기말의 불안과 어지러움이 반영되어 있던 미래적인 뮤직비디오를 제작하고, 메이크업 아티스트 조성아의 작품인 사이버틱한 메이크업과, 디자이너 이상봉의 작품인 물이 찰랑거리는 헤드폰을 무대 소품으로 사용하며 무대를 구성하였다. 이 결과 《몰라》는 음반 판매 차트와 가요 차트를 휩쓸며 엄정화의 전작들을 뛰어넘는 대성공을 거두었고, 당시 톱스타로서의 위치를 시장에 여지없이 보여주었다. 엄정화는 이 앨범으로 55만 장이 넘는 앨범을 판매하며 전작을 넘는 성공을 거두었다. 이와는 별도로 엄정화는 후에 9집을 발매하면서 한 인터뷰에서, 《몰라》의 시장에서의 반응이 생각보다 늦었다고 밝히며, "처음에 ‘몰라’로 활동을 시작했을 때는 완전히 망한 줄 알았다. 2주 정도 앨범이 전혀 팔리지 않았고 쇼 프로그램에서 내가 노래를 부르면 사람들이 그냥 쳐다보기만 했다"라고 말하기도 했다.
엄정화는《몰라》에 이어 주영훈과의 작품인 후속곡 《FESTIVAL》을 내놓는데, 이 곡 역시 시장에서 큰 성공을 거둔다. 사실 이 곡은 주영훈이 그룹 컨츄리꼬꼬를 위해 준비한 곡이었으나, 거절당한 후, 엄정화에게 주었는데 엄정화 역시 처음에는 주영훈이 "엄정화가 부르기 싫어 펑펑 울었다."라고 말할 정도로 처음에는 탐탁지 않았다고 한다. 그러나 이 곡은 예상 외로 큰 성공을 거두었고, 쉬운 노래 가사와 밝은 노래 분위기로 좀 더 대중적인 사랑을 받는다. 엄정화는《몰라》에 이은《FESTIVAL》까지 연타석 홈런을 기록한 후 〈리모콘과 매니큐어〉를 내놓는다. 그러나, 성공적인 차트 진입에도 불구하고 이 곡이 분위기와 맞지 않는다고 판단, 1주 만에 다시 후속곡을 주영훈이 작곡한《SCARLET》으로 교체하고 활동에 돌입했고, 역시 시장에서 성공을 거두며 5집 활동을 마무리한다.
1996년의《하늘만 허락한 사랑》에서 시작된 연이은 히트는, 1999년에 이르러서는 세대를 초월한 지지를 이끌어 이끌어내었다. 이런 당시의 인기를 단적으로 보여주는 사례로, 1999년 세기말을 맞아, MBC 라디오 「20세기 한국인의 노래 100곡」프로그램이 한국갤럽을 통해 20세 이상 1,000명과 전문가 300명을 대상으로 조사한 결과, 20세기 가장 좋아하는 가수 순위에서 엄정화는 8위에 랭크되는데 이는 여성으로는 이미자에 이은 두 번째였으며, 동시대에 활발하게 활동한 가수 중에서 그녀를 앞선 가수는 조성모가 유일했다. 이 시기 엄정화의 연예 산업 시장 내 입지는 음반 외적으로도 컸다. 1999년 연말에 발표된 라이코스 코리아의 엄정화편 광고는, 2000년 96.9%의 인지도로 인지도 조사에서 1위를 차지하기도 하였고, 마리 끌레르, 네슈라화장품, YAH HOLLYWOOD 등의 광고의 모델로 나서기도 했다.
5집 앨범의 활동을 마무리함과 동시에 베스트 앨범 《all details uhmjunghwa》를 발매한다. 3집 앨범 후에 나왔던 첫 베스트 앨범과는 달리 이 앨범에서는 2곡의 신곡을 수록하는데, 엄정화는 이 앨범으로 공중파에서 활동을 거의 하지 않았음에도 불구하고 10만 장이 넘는 앨범 판매를 기록하였고, 신곡 《크로스 CROSS》또한 차트 10위 안에 진입한다.

### 2000–01: Queen of Charisma, 花7
5집 발매 후 1년 만에 음반을 발매한 엄정화는 주영훈과의 합작인《Escape》로 활동을 시작한다. 카리스마의 여왕이라는 콘셉트로 활동을 시작했던 엄정화는, 이 앨범의 시작과 함께 이병헌, 최지우 주연의 《아름다운 날들》에 앨범의 콘셉트 그대로 카메오 출연을 하며 복귀를 알린다. 이 앨범으로 지난 앨범에 반에 미치지 못하는 음반 판매량과 함께 3집 이후 최초로 차트 정복에 실패한다. 《Escape》에서 엄정화는 스팽글이 달린 와이드 팬츠와 한층 올린 업헤어를 '카리스마'라는 콘셉트에 맞춰 내세우지만, 전작들이 얻었던 광범위한 지지를 시장에서 이끌어내는 것에는 실패한다. 이후 엄정화는 킹콩이 등장하는 뮤직비디오를 사용한 일렉트로니카 풍의 댄스곡 《틈》을 후속곡으로 내지만 역시 전작들에 미치지 못하는 성과를 거둔다.
2001년을 분기점으로 커리어의 큰 변화를 맡게 된다. 2001년 7월, 영화 데뷔작 《바람부는 날이면 압구정동에 가야한다》의 감독이었던 유하의 영화 복귀작인, 《결혼은, 미친 짓이다》의 주연으로 캐스팅이 된 것을 발표하는데, 《마누라 죽이기》 이후 6년 만에 영화계에 복귀하는 엄정화와, 상대 배우 감우성의 조합에 사람들은 반신반의를 표하기도 했다. 엄정화는《결혼은 미친 짓이다》의 촬영을 하면서, 음반 작업 역시 계속해 나갔다. 7집《花7》를 발매하기 직전 엄정화는 2001년 8월 CNN의 《Talk Asia》프로그램에 한국 대표 가수로 김건모와 함께 인터뷰를 하게 된다.
10월에는 7집 《花7》를 발매하는데, 타이틀곡으로 내세웠던《다가라》는 6집 보다 더 좋은 반향을 보이며 케이블 뮤직 차트에서는 1위를 기록하고, 공중파 차트에서는 1위 후보에 오르는 등 성공적인 모습을 보였다. 《다가라》에서 엄정화는 '헵번 스타일'을 키워드로 앞머리를 짧게 자른 뱅헤어를 선보이는데, 이 뱅헤어 또한 화제를 모으며 유행이 되었다. 그 해 12월에 연예계에 마약 사건이 강타했는데, 이때 엄정화는 김민종, 이소라 등과 함께 자진 출두 검사를 받았으나 무죄를 증명했다.

### 2002–03: 본격적인 배우 활동의 시작
2002년 4월 26일, 엄정화와 유하의 영화 복귀작인 《결혼은, 미친 짓이다》가 개봉한다. 소설가 이만교의 동명의 소설을 바탕으로 하여, 유하 감독의 재기작이 된 이 영화는 남자 주인공 감우성의 출연은 진작 결정되어 있었지만, 과감한 노출과 급진적인 대사로 여자 배우들이 시나리오를 고사하면서 1년 여를 기다리다가 엄정화에게 돌아가게 된다. 엄정화 또한, 매일경제와의 인터뷰에서, "그 영화를 하게 됐다는 것은 기뻤지만 당시엔 좀 어리기도 했고 노출 등 몇몇 어려운 장면들이 있어 내 입장에선 모험적인 측면이 분명 있었다. 그래도 감독님과 시나리오가 좋다는 것만 믿고 갔는데 감독님이 연기 톤이나 움직임에 대해 제한을 많이 두셔서 힘들어 죽는 줄 알았다." 라고 밝히기도 했다. 이렇듯 제도와 관습에 얽매인 결혼제도에 대해 보다 현실적이고 냉정한 결혼관을 제시하고 있는 이 영화  에서, 과감한 노출을 하는 등 도발적인 연기를 선보였던 엄정화는 이 영화로 백상예술대상에서 최우수여자연기상을 수상하며 성공적인 복귀를 알리는 데 성공한다.
《결혼은, 미친 짓이다》가 호평을 받게 되자, 엄정화의 배우로서의 행보는 탄력을 받게 된다. 엄정화는 12월 KBS 2TV 드라마 《아내》에 김희애, 유동근과 함께 주연으로 캐스팅되는 것을 알림과 동시에, 권칠인감독의 《싱글즈》에 이범수와 함께 캐스팅이 되었다는 소식을 알린다. 엄정화는 드라마 《아내》의 제작 발표회에서 "그 동안 댄싱퀸의 자리를 지키느라 시간이 없었다"라고 말해 화제를 모았고, 기존의 당당하고 개방적인 도시여자 이미지에서, 지고지순한 시골 여성 연기를 맡아 연기 변신을 꾀한다. 이 드라마로 엄정화는 2003년《KBS 연기대상》에서 우수상을 수상한다.
이와 반대로 장진영과 함께 투톱으로 나선 영화 《싱글즈》에서는 《아내》와는 다르게, 기존의 이미지보다 한 발 앞선 자유연애자이며 비혼모를 선택하는 '동미'역을 맡아 열연하며, 평단의 호평과 관객의 지지를 이끌어 내는 데 성공한다. 엄정화는 이 역할에 대해 "특히 성과 사랑, 결혼에 대해 사회가 강요하는 정답에 안주하지 않고 여자의 선택에 대해 질문을 던지는 캐릭터라는 점이 너무 마음에 들었다"라고 밝혔고, 영화평론가 심영섭은 엄정화에 대해 "그 여자가 갖고 있는 섹슈얼리티를 시대가 감당하지 못하는 배우"라고 칭하며, "시대가 그녀가 갖고 있는 도발성, 섹슈얼리티를 감당 못해서 자꾸 이미지를 편협하게 규정하려고 하는데, 엄정화는 그 틈을 뚫는 것 같다"라고 말하며, "몸이 관능적이라는 느낌을 뛰어넘어서 당당한 표정이 섹시하게 느껴질 만큼 많이 성장했어. 내가 관능적이라고 느끼는 배우는 이미숙인데, 이미숙이 차가운 관능을 갖고 있다면 엄정화의 것은 뜨거운 관능이지. ‘결혼은 미친 짓이다’ 에서 보다 긍정적으로 진보한다는 측면에서 굉장히 반갑다"라고 호평하였다. 싱글즈는 개봉 첫 주에 박스 오피스의 45% 이상을 장악하며, 220만 명이 넘는 관객을 스크린 앞으로 끌어모으는 등 대성공을 거둔다.

### 2004–05: SELF CONTROL, 배우로서의 성공적 행보
2004년 2월 그의 음악적 방향성에 방점을 찍은, 〈SELF〉와 〈CONTROL〉 두 장의 CD로 구성된 8집 앨범 《SELF CONTROL》을 발매한다. 이 앨범에서 엄정화는 〈SELF〉에는 그가 추구하는 일렉트로니카 장르의 음악을 넣고, 〈CONTROL〉에는 그가 이전까지 선보이던 음악을 잇는 곡들을 채워 넣었다. 엄정화는 이 앨범에 정재형, 윤상, 프랙탈, 달파란, 정원영, 롤러코스터의 전 멤버 최진우 등을 기용하여 일렉트로니카 장르 음악을 정공법으로 공략했다. 엄정화는 이 앨범을 만들기 위해 당시 국내에서 일렉트로니카를 대표했던 뮤지션인 달파란을 무작정 찾아가고, 긱스 출신 정원영에게 곡을 받기 위해 그의 콘서트 게스트를 2번이나 자청하는 등 노력을 기울여 앨범을 완성할 수 있었다.
엄정화는 이 앨범 발매에 관해 국민일보와 가진 인터뷰에서, “그동안은 대중이 원하는 걸 했다면 이번에는 내가 원하는 걸 했어요.”라고 밝히며, 2장의 CD로 된 음반 구성에 관해서는, “‘셀프’는 하고 싶었던 음악을 담았어요. 제가 일렉트로니카 마니아거든요. … 그렇지만 그동안 제 음악을 좋아해준 분들은 이런 변화를 서운해하실 수도 있어요. 그래서 이 두 가지를 모두 만족시키기 위해 2장 짜리 앨범을 내게 됐어요.” 라고 언급했다. 엄정화의 이 앨범은 평단에 의해 호평을 받지만, 일반 대중에게서는 전작들과 달리 큰 지지를 얻지 못한다. 그러나 이 앨범은 그가 일렉트로니카 음악을 지속적으로 추구하면서 발매한 9집 음반과 추후 일렉트로니카 계열 음악이 크게 히트하면서 동아일보의 최영균 등으로부터 재평가를 받았다.
한편 엄정화는 8집 앨범 발매 후 얼마 지나지 않아, 〈싱글즈〉에서 호흡을 맞추었던 배우 김주혁과 함께 찍은 영화 《어디선가 누군가에 무슨 일이 생기면 틀림없이 나타난다 홍반장》에 주연으로 등장한다. 종합병원에서 홧김에 쓴 사표가 처리되어, 시골로 개원하러 내려온 치과의사 윤혜진으로 분한 엄정화는 연기 변신에 성공했다는 평가를 받는다. 영화 칼럼니스트 송용덕은 매경ECONOMY에 기고한 글에서 엄정화의 윤혜진 역에 대하여, “엄정화는 오버와 균형의 평형선을 절묘하게 잘 유지하며 푼수끼 있는 치과의사 역을 잘 소화해냈다. 사실 다양한 모습을 보여주는 엄정화는 어쩌면 ‘과소평가’ 되는지도 모른다.”라고 평가하기도 했으며, 주간동아 역시 "‘홍반장’의 주인공은 타이틀 롤인 남자 주인공 김주혁이지만, 엄정화는 무뚝뚝하고 무표정한 남자로 인해 기뻐하고, 낙담하고, 초조해하고, 행복해하는 다양한 피드백으로 영화의 톤을 만들어간다."라고 평가하며 그녀의 연기에 대해 찬사를 보냈다. .”
이 영화에 이어 차기작으로 MBC 드라마, 《12월의 열대야》에 출연한다. 엄정화는 이 드라마에서 임신으로 인해 의사 남편 민지환(신성우)과 결혼하게 된 고졸 며느리로 젊은 남자 정우(김남진)와 사랑에 빠져 가정을 버리는 오영심 역을 맡았다. 엄정화는 드라마 방영 직전 동아일보와 가진 인터뷰에서, 이 역할에 대해 “여자의 바람이 끈적한 욕망의 결과가 아니라 자신까지 버리는 사랑이라는 점을 표현해보고 싶다” 라고 말했다. 엄정화는 이 드라마에서 방영 초반부터 캐릭터를 잘 소화해내었다는 평가를 받았으며, 마니아층을 형성하며 절대적인 지지를 이끌어내었다. 이 마니아층은 그 해 MBC 연기대상에서 엄정화가 수상을 하지 못하자 모금 운동까지 펼쳐 주목을 받기도 했다. 이 드라마는 방송 초반 대중적인 큰 관심을 받지 못했지만, 회가 거듭될수록 시청자의 찬사를 이끌어내며, 마지막에는 시청률을 16.4%까지 끌어올리며 좋은 반응을 이끌어 내었다.
엄정화는 2005년 한 달이 채 못 되는 간격을 두고 주연작 2편을 개봉시킨다. 이 즈음 인터넷 포털사이트 다음과 파란에서는 "하반기 가장 변신이 기대되는 배우"를 설문조사 하는데, 엄정화는 50%에 가까운 지지를 받으며 1위를 기록하기도 하는 등 배우로서 완전히 자리를 잡은 모습을 보여주었다. 먼저 개봉한 민규동 감독의 옴니버스 영화 《내 생애 가장 아름다운 일주일》에서는 정신과 의사 유정으로 분하였는데, 이 영화는 영화평론가 유지나가 "‘올해 가장 아름다운 영화’의 목록 상단에 오를 만하다" 라고 평가 하는 등 평론과 관객 모두에서 지지를 받으며 300만 명이 넘는 관객을 끌어모았다. 엄정화는 마이데일리와의 인터뷰에서, 본인이 맡은 캐릭터인 유정에 대해 “캐릭터가 실제 성격과 다른 점이 많았고 지금까지 맡았던 역할과 다른 분위기가 있어서 생각을 많이 했다” 라고 평하기도 했다. 이 영화에서 엄정화는, 2009년 개봉한 《오감도》에서도 호흡을 맞춘 황정민과 처음 만나는데, 후에 황정민은 엄정화를 가장 호흡이 잘 맞았던 여자 배우로 꼽기도 했다.
《내 생애 가장 아름다운 일주일》 개봉 3주 후, 엄정화의 첫 단독 주연작인 방은진 감독의 《오로라 공주》가 개봉한다. 영화에서 1년 전 불의의 사고로 딸을 잃은 아픔을 갖고 있는 외제차 딜러 정순정 역할을 맡은 엄정화는, 대부분 혼신의 열연을 다했다는 긍정적인 평가를 받는다. 경향신문의 최재욱은 엄정화의 연기에 대해, "기술 시사 후 엄정화의 연기에 대한 반응은 호의적이다. 광기와 순수함을 동시에 표출하는 입체적인 인물을 완벽히 재현해냈다는 평가가 대부분이다." 라고 전했으며, 동아일보의 이승재는 엄정화가 "처음으로 단독주연을 맡아 시험대에 섰다"라고 평하면서, "그는 자신을 성공으로 이끈 낙천적인 얼굴과 ‘성실한’ 몸매가 주는 이미지와 스스로 맞서 싸워야 할 시점에 왔음을 알아챈 지혜로운 연기자" 라고 말하며, "그가 덜 산뜻하고 더 분열적이었다면 좋았을 것"이라고 약간의 아쉬움을 표했다. 또한, 영화전문지 씨네21의 김소영은 "정순정 역을 하는 엄정화는 노력을 기울여 연기했다" 라고 말했다.
《오로라 공주》에 대해 엄정화는 영화 개봉 전인 2005년 7월 영화전문지 무비위크와의 인터뷰에서 "내가 지금까지 해보지 못했던 내용, 장르의 작품이다. 여성의 고통이 전면에 대두되고, 또 많은 부분을 이끌어간다. 도전해보고 싶은 역할이었다." 라고 출연 계기를 밝혔고, 영화 개봉 후, 정순정 캐릭터에 대해 매일경제와의 인터뷰에서 "몇 달 간 촬영하면서 내 감정의 끝을 봤어요. 한 명, 한 명 살인을 하며… 그녀가 느낀 건 무엇이었을까… 생각했으니 말이에요. 촬영을 끝내고 나서도 정순정이 느꼈을 감정에 오래 묶여 있다 보니… 사람이 좀 격해지는 것 같기도 해요 ."라고 말하기도 했으며, 연합뉴스에서와의 인터뷰에서는 "꿈을 꾸면 무조건 누굴 죽이거나 목을 조르는 내용이 펼쳐졌어요"라고 말하며 캐릭터의 몰입에 따른 후유증을 호소하기도 했다. 한편 이 영화는 박스오피스 2위로 출발하여, 100만 명이 넘는 관객을 모으는 데 성공한다. 엄정화는 이 영화로 2006년 부산국제영화제 기간에 수여되는 부산영평상 여우주연상을 수상한다. 또한 엄정화는 2005년 말 영화잡지 스크린이 선정한 '2005년 최고 여배우'에 오르기도 했다.

### 2006–07: Prestige, 음악적 대찬사 / 지속적 배우 활동
2006년 5월 엄정화는 차기작으로 《호로비츠를 위하여》를 선보인다. 엄정화는 이 영화에서 어린 시절엔 블라디미르 호로비츠 같은 세계적인 피아니스트를 꿈꾸었지만, 지금은 변두리 피아노 학원장으로 살아가는 지수 역을 맡아, 부모를 사고로 잃고 자폐증 증세를 보이는 음악 천재 소년에게서 자신의 못다한 꿈을 이루려 하는 역할을 연기했다. 엄정화는 한국일보와의 인터뷰에서 "음악 영화라 출연을 결정했다"라고 출연 계기를 밝혔다. 씨네21의 이영진은 이 영화에 대해, "엄정화, 박용우의 안정된 연기가 돋보인다" 라고 긍정적인 평가를 내렸고 무비위크의 김수연은 "<호로비츠를 위하여>를 보면서 가장 놀라운 점 중의 하나는 스크린 속 독특한 아우라의 엄정화는 간데없고, 일상의 어느 누군가로 치환이 가능한 평범한 지수만이 보인다"라고 호평했다. 영화는 개봉 첫 주 4위에 오르며 엄정화는 이 영화로, 대종상, 대한민국영화대상, 청룡영화상 등의 여우 주연상 후보에 올랐다.

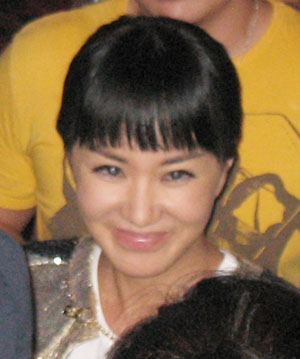
2007년 신촌 메가박스에서 《지금 사랑하는 사람과 살고 있습니까?》 무대인사 중 엄정화.

8집 이후 음반 활동보다 영화와 드라마 작업을 더 많이 해오던 엄정화는 2006년 11월 그의 디스코그라피 중에서 가장 뛰어난 음악성으로 평가 받는 문제작 《Prestige》를 발매했다. 엄정화는 이 앨범에서 메인프로듀서를 맡은 롤러코스터의 최진우와 W, 페퍼톤즈 등 다양한 뮤지션들과 합작을 하였다. 특히 최진우는 엄정화가 본격적으로 일렉트로니카 장르를 표방하기 시작한 8집 〈Self Control〉에 이어 연속으로 참여하였다. 이 앨범은 발매 이전, 의상 및 콘셉트로 인해 많은 화제를 모았고, 발매 후 일렉트로니카 장르를 추구하는 진정성으로 평단의 찬사를 받았다. 이 앨범으로 엄정화는 한국 대중음악상 3개 부문 수상 후보로 올랐고, 그 중 최우수 댄스&일렉트로닉 앨범 부문을 수상한다.

이 수상 결과와 앨범에 대해 대중음악평론가 김작가는 "섹시 퀸 이미지로만 각인된 엄정화의 일렉트로니카에 대한 애정을 인정했기 때문이다"라고 밝혔으며, 오마이뉴스 또한 이 결과에 대해 기사를 통해, "음반 <프레스티지>는 프로듀싱이나 녹음 방식 등에서 신선한 기법으로 선정위원들로부터 좋은 평가를 받은 것으로 알려졌다. 또한 최진우, 배영준, 페퍼톤스 등 일렉트로닉 리듬에서 내로라하는 뮤지션들이 대거 참여해 음악적 완성도를 높인 것도 한몫했다."라고 보도했다.
엄정화의 9집 활동 중에, 다니엘 헤니와 함께 작업한 《Mr. 로빈 꼬시기》를 공개한다. 이러한 음반 활동과 영화 활동에 대해서, 엄정화는 한겨레21과의 인터뷰에서 "(배우와 가수로서의 이미지가) 절대로 같길 원하지 않는다. 가수 엄정화는 색깔이 분명하다. 그 색깔을 지키면서 발전시키고 싶다."라고 언급한다. 이 영화는, 백마 탄 왕자가 등장하는 현실감 떨어지는 로맨틱 코미디라는 평가를 받았으며, 흥행에서 좋은 성과를 거두지 못한다. 여담으로 9집 활동과 《Mr. 로빈 꼬시기》 촬영 스케줄로 인해 《환상의 커플》의 여주인공 조안나 역을 거절한 바 있다.
엄정화는 차기작으로 2007년 여름 약 3주 못 되는 간격을 두고 SBS 드라마 《칼잡이 오수정》과 영화 《지금 사랑하는 사람과 살고 있습니까?》를 선보인다. 씨네21의 정재혁이 "한눈을 파는 데 사실 이유는 없다. <지금 사랑하는 사람과 살고 있습니까?>에서 눈에 들어오는 캐릭터는 엄정화가 연기한 유나뿐이다."라고 평가하고, 영화평론가 황진미가 "네 명의 인물 중 가장 돋보이는 것은 엄정화다.(그 외의 캐릭터는 모두 피상적이다.)"라고 평가했던 영화 <지금 사랑하는 사람과 살고 있습니까?>는, 18세 등급에도 불구하고 첫 주에 50만 명이 넘는 관객을 동원하며 총 100만 명이 넘는 관객을 동원했다. 그리고 2007년 8월 엄정화는 패션 속옷 브랜드 〈ZUHM in New York〉과, 〈코너 스위트〉를 출시했다.

### 2008–09: D.I.S.C.O, 해운대
엄정화는 2008년 양현석 대표와 의기투합해, YG 엔터테인먼트와 합작으로 제작한 자신의 10번째 앨범이자 첫 EP 음반인 《D.I.S.C.O》를 발매한다. 2007년 〈거짓말〉로 최정상의 그룹으로서 우뚝 선 빅뱅의 T.O.P이 피처링한 동명의 타이틀곡을 내세운 이 앨범은, 전작의 앨범들보다 대중성이 강화되었다는 평을 받으며 차트 순위권에 오르는 등, 흥행에 성공한다. 타이틀곡 〈D.I.S.C.O〉는 테디와 쿠시가 프로듀싱한 곡으로, 영국 3인조 그룹 Delegation의 〈Heartache #9〉을 샘플링해서 만들어졌다. 엄정화는 이 앨범의 출시에 대해 GQ와의 인터뷰에서 “지난 두 앨범 활동이 미비해 엄정화라는 가수가 없어진 것 같았다. 이번에는 쉽게 기억하는 엄정화 쪽으로 생각했다.”라고 말하기도 했다. 엄정화는 이 〈D.I.S.C.O〉의 활동을 T.O.P과 함께 하였고, 각종 시상식 무대 등에서는 이효리와 합동 무대를 펼치는 등 왕성한 활동을 펼쳤다. 엄정화는 이 앨범으로 한국 대중음악상 최우수 댄스&일렉트로닉 부문 후보에 다시 지명되었다. 
음반 활동에 치중했던 2008년에 이은 2009년에는 엄정화는 3편의 영화와 1편의 드라마에 잇달아 출연하는데, 최초로 악역에 도전한 영화 《인사동 스캔들》로부터 시작해서, 옴니버스 영화 오감도, 그리고 조연으로 출연한 윤제균 감독의 영화 《해운대》에 차례로 등장했고, 지진희와 KBS 드라마 《결혼 못하는 남자》에 주연으로 출연했다.

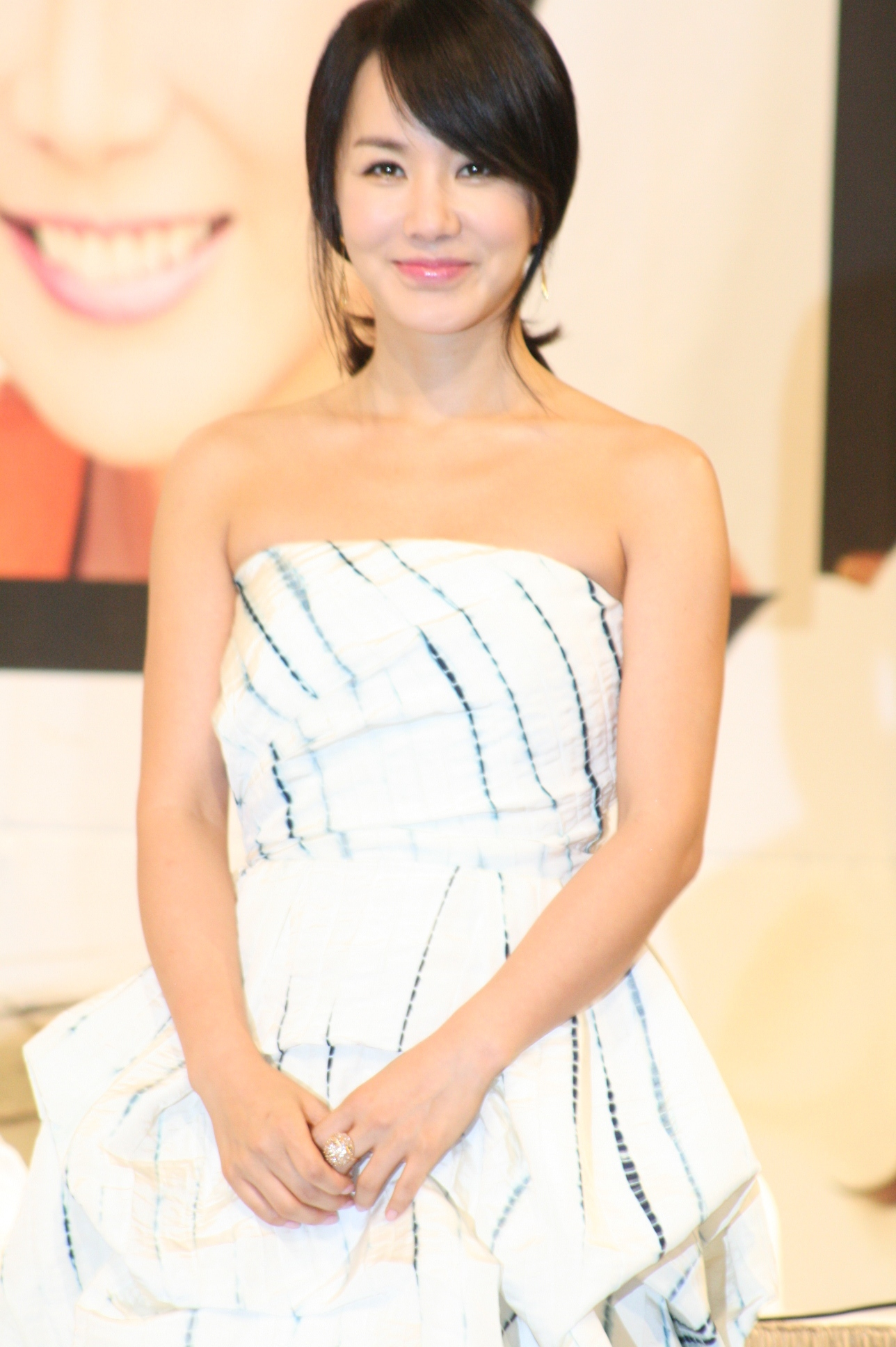
2009년 6월 엄정화.

《인사동 스캔들》에서 미술계의 거물 배태진으로 등장한 엄정화는, 기자 간담회와 미리 공개된 스틸컷에서 보여준 전과 상반된 분위기의 짙은 화장과 어두운 분위기의 악역으로 기대를 모았으나 영화 자체는 빈약한 인물 구성과 줄거리라는 평가를 받으며 개봉 첫 주 박스 오피스 4위, 최종 관객 수 120만 명을 동원하는데 그쳤다. 영화에서 엄정화는 전반적으로 안정적인 연기력을 보였다는 평가를 받은 가운데, 영화평론가 서인숙은 인터뷰365에서 엄정화가 맡은 배태진의 캐릭터가 "도발적이지만 무능하다"라고 평했으며, 또한 "영화 내용상 배태진이라는 인물은 엄정화의 연기력만으로 극복하기에는 한계가 있다"라고 평했고, 맥스무비의 김규한은 "연기 인생 최초로 악역에 도전한 엄정화는 극 전반에서 압도적인 에너지를 분출한다"라고 평하기도 했다. 엄정화는 이 역에 대해 무비위크와의 인터뷰에서 "기존의 내 이미지와 너무 안 어울리는 것 같기도 해서 망설였다. 과연 이걸 내가 할 수 있을까 싶었고 또 관객이 받아들일 수 있을까 하는 생각이 들었다."라고 이야기하기도 했으며, 아시아 경제와의 인터뷰에서는 "제일 관심이 갔던 건 처음 해보는 거라서 매력이 있었다. 강하기만 한 여자를 연기해보는 것도 좋을 것 같았다."라고 언급하기도 했다.
《인사동 스캔들》에 이은 차기작으로 2년 만에 브라운관에 복귀하는데, 엄정화는 KBS 2TV 월화드라마 《결혼 못하는 남자》에 지진희와 함께 등장한다. 일본 《후지TV》의 동명의 드라마를 원작으로 한 이 드라마에서 한번 약혼했다가 파혼한 후 연애에 별 관심이 없는 38세 내과의 장문정 역할을 맡은 엄정화는, 30대 여성들의 심리를 잘 표현하는 다채로우면서도 리얼한 연기를 선보였다는 평가를 받았다. 엄정화는 장문정 역할에 대해서, "극중 캐릭터인 여의사 문정이 나와 닮은 구석이 너무 많아 스스로 깜짝깜짝 놀랐다"라며 "문정 역할에 120% 푹 빠져 살았던 지난 몇 달이 정말 즐거웠다"라고 소감을 밝히기도 했다. 하지만 이 드라마는 출연진의 호연에도 불구하고, 당시 방영 전부터 높은 시청률을 기록하고 있던 선덕여왕과의 경쟁하며 8% 수준의 낮은 시청률을 기록했다.
엄정화는 7월 변혁, 허진호, 오기환, 유영식, 민규동 총 5명의 감독이 '에로스'를 주제로 연출한 5편의 단편 영화를 묶은 옴니버스 영화 《오감도》의 민규동 감독 작품인〈끝과 시작〉에 등장한다. 또다시 황정민과 호흡을 맞춘 엄정화는 남편을 향한 사랑이 넘치는 정하로 분했는데, 극 중 남편을 잃은 후 남편이 후배였던 김효진과 불륜을 나눴음을 발견하지만 그녀의 접근을 물리치지 못하고 동거를 하게 되며 펼치게 되는 파격적인 동성애 연기로 화제를 모았다. 엄정화는 노컷뉴스와의 인터뷰에서 “장편 영화가 다룰 수 없는 판타지가 있는 영화라서 매력적이다”라고 이야기하며, “감독님과도 '내 생애'로 호흡을 맞춰 편하고 즐겁게 임했다. 영화를 찍는다는 것보다 재밌는 작업을 한다는 느낌이었다”라고 밝혔다. 이 영화는 후에 부산 국제영화제 기간 동안 《끝과 시작》의 이름으로 87분 짜리 장편 영화로 재편집되어 상영되기도 했으며, 엄정화는 부산 국제영화제 기간에 맞춰 열린 갈라프레젠테이션 기자회견에서 영화에 대해, “김효진과 함께 한 키스신 등 모든 장면이 어려웠다” 라고 말하기도 했지만 “특별한 경험이었다”라면서 배우로서 깊은 인상을 받았음을 드러내기도 했다.
《오감도》에 이어 《결혼 못하는 남자》의 실패로 부진하던 중 《해운대》가 7월 말 극장에서 개봉했는데, 이 영화는 엄정화를 처음으로 천만 배우로 등극시켰다. 엄정화는 애초에 이 영화에 우정 출연으로 계획했으나, 비중이 늘어나면서 주조연급으로 부상하였다. 영화에서 박중훈의 이혼한 전처인 광고대행사 이사 이유진 역할을 맡았던 엄정화는 이 영화를 찍으며 발가락 뼈가 골절 되고 가슴뼈에 금이 가는 부상을 입기도 했다. 엄정화는 이 역할에 대해 무비위크와의 인터뷰에서 "처음엔 솔직히 이 역할 자체에 대해 크게 매력을 못 느꼈는데 후반부에 이르러 재난을 맞이한 상황에서 벌어지는 현실감 넘치는 묘사와 그 속에서 펼쳐지는 가족 간의 따뜻한 감정의 교류 등을 보면서 가슴에 와 닿았어요" 라고 밝히기도 했다. 이로써 엄정화는 이 영화로 2009년 대종상 여우조연상에 노미네이트되기도 했다.

### 2010–현재: 배우로서의 계속된 활동 및 10집 앨범 The Cloud Dream of the Nine
엄정화는 2010년 4월 개봉한 스릴러 《베스트셀러》로 단독 주연을 맡아 스크린에 복귀한다. 이 영화에서 잘나가던 베스트셀러 작가에서 표절 혐의를 받는 쓰레기 작가로 전락한 비운의 소설가 백희수 역을 맡은 엄정화는, 배역을 위해서 7kg을 감량하기도 했다. 엄정화는 제작 보고회에서 역에 대해 “극 중 희수가 창작욕에 사로잡힌 예민하고 히스테리컬한 인물이기 때문에 7kg 정도 감량을 해 날카로운 이미지를 만들어야 했다” 라고 언급하며, “체중 감량에는 어느 정도 성공했지만 소리를 지르는 신이나 몸을 많이 써야 하는 액션 장면에선 현기증이 나면서 힘이 부치기도 했다”라고 말하기도 했다. 이 영화는 총 108만 명의 관객을 불러 모았고, 이 영화로 춘사 영화제에서 여우주연상을 수상했다.
《베스트셀러》 이후에 차기작을 정하지 않고 케이블 채널 Mnet의 《슈퍼스타 K2》 프로그램의 심사위원으로 활동했다. 엄정화는 이 프로그램을 진행하면서 언론에 2010년 5월 갑상선암으로 수술을 받은 사실을 공개했다. 2011년 6월에는 《마마》에 주연으로 출연했다. 이후 2010년 초 갑상선암 수술을 받고 완치한 뒤, 황정민과 함께 코미디 영화 《댄싱퀸》 촬영에 돌입해 2012년 1월 18일 개봉했다. 공동 주연이었던 황정민과 함께 본명 엄정화를 배역명으로 사용했던 《댄싱퀸》은 개봉 10일 만에 손익분기점을 넘겼고, 누적 관객 수 400만 명을 넘기며 흥행에 성공했다. 씨네21의 차우진은 엄정화와 황정민의 연기에 대해 "독재와 민주, 세대 문화와 하위 문화가 충돌하거나 뒤섞이던 어스름한 경계의 뉘앙스는 휘발 되고 황정민과 엄정화의 ‘진짜 부부’ 같은 연기 궁합만 남는다."라는 평을 내렸고, 맥스무비의 김규한은 엄정화의 연기에 대해 "엄정화는 신촌 마돈나, 주부, 사모님, 댄스가수 등 상황에 맞는 캐릭터 의상으로 영화 속 정화를 완벽하게 표현했다."라고 말했다. 이 영화로 엄정화는 《댄싱퀸》으로 2003년 《결혼은 미친 짓이다》 이후 9년 만에 제48회 백상예술대상에서 여자 최우수연기상을 수상했다. 여담으로 해당 영화에 집중하기 위해 《금 나와라, 뚝딱!》의 여주인공 정몽희 역을 거절한 바 있다.
그간 연기력에 비해 상에 대한 복이 없다는 평을 듣던 엄정화는 2013년 5월 16일에 개봉한 《몽타주》로 4번의 노미네이트 끝에 제50회 대종상 여우주연상을 품에 안았다. 더불어 제21회 대한민국문화연예대상 영화 부분 최우수 연기상을 수상하였다.
동생인 엄태웅이 배우 유동근의 외조카인 윤혜진과 결혼함에 따라 지난 2003년에 방영한 KBS 드라마 《아내》에서 같이 연기한 배우 유동근과는 사돈지간이 되었다.
엄정화는 2017년 윤종신이 설립한 레이블인 미스틱 엔터테인먼트와 손잡고 2017년 The Cloud Dream of the Nine을 발매한다. 구운몽에서 영감을 받은 이 앨범은 첫번째 꿈과 두번째 꿈으로 나뉘어 2년에 걸쳐 발매되었으며 첫번째 꿈에서는 〈Watch Me Move〉와 〈Dreamer〉로, 두번째 꿈에서는 인생을 담아낸 듯한 노래 〈Ending Credit〉으로 활동하였다. 이 앨범은 2018년 또다시 2018 한국 대중음악상 최우수 팝 음반에 노미네이트되며 그 음악성을 다시 한 번 인정받았다.

## 예술가적 기교

### 음악
엄정화가 데뷔 이후 지금까지 주로 추구하는 음악은 주로 댄스 음악이다. 특히 엄정화는 2000년 발매한 Queen of Charisma에서 일렉트로닉 음악을 처음으로 시도했지만, 대중성에 초점을 맞춘 노래들이라 평론가들에게 냉정한 평가를 받았다. 그러나, Self Control (2004)과 Prestige (2006)에서부터는 진지한 일렉트로닉 음악을 추구했고 평론가들에게 좋은 평가를 받았다. 음악평론가 나도원은 "엄정화는 8집 Self Control과 9집 Prestige에서 실력과 신선함을 겸한 젊은 음악인들과 작업하는 새로운 시도를 통하여 스스로를 갱신해왔다. 그리고 보는 것만이 아니라 감상이 가능한 일렉트로니카 음악으로 평단의 지지를 이끌어냈다."라고 평했고, 음악평론가 임진모는 엄정화의 음악에 대해 "음악을 좋아하기 때문에 식상한 패턴에 안주하기를 거부하고, 쉬 대중과 접속하지 못한다는 것을 뻔히 알면서도 미련하게 실험을 가했다"라고 진정성을 평가했다. 오히려 엄정화의 1990년대 음악에 대한 평가는 데뷔곡 〈눈동자〉에서부터 발견되는 기존의 보수적, 수동적 여성상에 대비되는 당당하고 도전적인 여성상이 반영된 가사와 메시지를 중심으로 이뤄지기도 한다. 이러한 활동들을 《10 아시아》의 강명석은 "엄정화는 당대의 아이콘이다. 시대의 트렌드를 따라 그가 보여준 모습들은 그 시대의 단면을 보여준 아이콘들이었고, 어느덧 엄정화는 그 모든 것들이 한 몸에 모인 아이콘 그 자체가 됐다."라고 평가하기도 했다.

### 이미지
엄정화는 1989년에 MBC 합창단원이 된 이래 가요, TV 드라마, 영화, 연기 등 다양한 분야에서 활동하며 지속적인 인기를 모았다. 특히 그의 연기와 음악에 대한 평가는 시대가 지날수록 더욱 호평을 받는데, 특히 그를 한국 문화사에서 특이한 위치로 평가하는 해석도 많다. 10아시아의 강명석은, 엄정화를 "그래서 엄정화는 당대의 아이콘이다. 시대의 트렌드를 따라 그가 보여준 모습들은 그 시대의 단면을 보여준 아이콘들이었고, 어느덧 엄정화는 그 모든 것들이 한 몸에 모인 아이콘 그 자체가 됐다." 라고 말하며, "엄정화는 가수와 배우 양쪽에서 성공한 동시에, 가수와 배우로서의 변화 폭이 가장 큰 희귀한 존재다."라고 평가한다. 이러한 그의 배우와 가수, 양측의 활동의 분명함과 넓은 진폭에 대해서 한겨레21의 신윤동욱은 "엄정화처럼 가수와 배우 이미지의 간극이 넓은 연예인도 찾기 힘들다. 가수로서도, 배우로서도 시작은 비교적 미약했으나 갈수록 창대해진 엔터테이너도 찾기 힘들다." 라고 평가하고, 그가 1990년대 한국 방송계에서 차지했던 역할에 대해서는 "1990년대 한국 공중파 방송이 허용하는 최대치의 팜므파탈이었다." 라고 평가하기도 했다. 2008년 8월 발행된 《매거진 T》는 엄정화 연구라는 이름의 칼럼에서, "엄정화란 인물의 정체성은 섹시함과 귀여움, 그러니까 여자 연예인에게 꼬리표처럼 따라붙는 전형적인 수식어로 온전히 수렴되지 않는다." 라고 평가하며, "가수와 배우로서 성공적인 입지를 다진 그는 여전히 가창력과 연기력에 대한 비판적인 시선을 동반하지만, 동시에 그가 지금까지 한국에 없던 여자 연예인의 이미지와 역사를 만든 엔터테이너라는 점은 부정할 수 없는 사실이기 때문이다." 라고 말했다. 또한 "엄정화는 여자 연예인이 시장에서 소비되는, 혹은 거의 유일한 생존 전략인 섹시한 이미지를 자신만이 할 수 있는 어떤 것으로 만들었고, 그 결과 한국 사회의 강박적인 시선 속에서도 자유롭게 활동할 수 있는 여성 엔터테이너가 되었다. 관습적인 여성성을 비틀면서도 그것을 오로지 캐릭터의 이미지로 한정하는 엄정화의 전략은 지금 그를 한국에서 가장 강력한 여성 아이콘으로 자리 잡게 만들었다" 라고 결론지었다.
엄정화는 1990년대 말 한국에서 게이 클럽이 막 생겨났던 시기와 자신의 전성기가 겹치면서 게이들로부터 큰 지지를 받게 되었고, 대표적인 한국의 게이 아이콘으로 알려지게 되었다. 특히, 돋보이는 성적 매력과 불가능한 사랑을 주제로 한 노래로 많은 관심을 받았다. 엄정화 본인은 동성애자들이 많이 모이는 이태원에 가면서 이러한 인기를 알게 되었고, 동성애자에 대해 긍정적인 생각을 가지고 있다고 밝혔다. 또한, 9집 음반의 첫 공연은 게이 클럽에서 이루어졌다.

### 영향
엄정화는 90년대부터 30년에 가까운 시간 동안 가수와 배우 활동을 모두 성공적으로 양립하며, 연예계에서 여성으로서 독보적인 위치를 수립하며, 비교적 수명이 짧았던 여성 연예인들의 항로를 개척했다는 평가를 받으며 연예계의 대표적인 롤모델로 자리 잡았다. 또한 가수와 연기 양쪽 모두에서 기존의 보수적 관습을 타파하는 주체적인 여성상을 노래하고 연기하며, 미디어에서 표현되는 여성의 이미지와 아이덴티티를 새롭게 정립하였다.
이효리는 엄정화에 대해 "젊은 가수들과 당당히 경쟁하는 모습에 ‘나도 저렇게 할 수 있을까’ 싶을 정도로 대단하다는 생각이 든다. 본받고 싶다”라고 말하기도 했고, 백지영은 "엄정화의 아이덴티티를 배우고 싶다. 엄정화는 자신을 어떤 한 이미지로 구속시켜 놓지 않는다" 라고 말했다. 서인영은 롤모델로 엄정화를 언급하며 "엄정화의 무대 위에서의 카리스마를 따라 갈려면 노력을 많이 해야겠다" 라고 밝혔고, 손담비 역시 "평소 엄정화 선배를 정말 좋아한다. 배우의 색깔과 가수의 색깔이 공존하는 분이다" 라며 "배우로서도 훌륭하고 가수로서도 뛰어난 역량을 발휘하는 스타라고 생각한다. 나 역시 그렇게 되고 싶다" 라고 말했다. 이외에도 소녀시대의 윤아, 유리, 티파니, 2NE1의 CL, 공민지, 산다라박, 걸스데이의 소진, 방민아, 혜리, 다비치의 강민경, 정연주, 가인, 청하, 유이, 유빈등이 엄정화를 롤모델이라 밝혔으며, 특히 이례적으로 남자 연예인들 가운데 조권이 엄정화를 롤모델이라 밝힌 바 있다.

## 사업
- 인터넷 쇼핑몰 <코너스위트> , 란제리 브랜드 <줌 인 뉴욕> 운영
- 안양시 동안구에서 브래지어 가게를 운영

## 음반 목록
정규 음반
- 1993: 1집 《Sorrowful Secret》
- 1996: 2집 《Uhm Jung Hwa 2》
- 1997: 3집 《後愛》
- 1998: 4집 《Invitation》
- 1999: 5집 《005.1999.06》
- 2000: 6집 《Queen of Charisma》
- 2001: 7집 《花7》
- 2004: 8집 《Self Control》
- 2006: 9집 《Prestige》
- 2017: 10집 《The Cloud Dream of the Nine》

SINGLE/EP
- 2006: 《COME2ME NEW REMIX》
- 2008: 《D.I.S.C.O》
- 2020: 《호피무늬》
- 2023: 《Disco Energy》

## 출연 작품

### 드라마
| 연도                            | 제목                             | 역할                    | 비고                 |
| ------------------------------- | -------------------------------- | ----------------------- | -------------------- |
| 1993                            | 《굿모닝 영동》                  | 주리나                  | 14부작               |
| 1993                            | 아침드라마 《자매들》            | 기남                    | 142부작              |
| 1994                            | 아침드라마 《자매들》            | 기남                    | 142부작              |
| 《폴리스》                      | 최엄지                           | 16부작                  |                      |
| 《드라마게임 - 어느 날 갑자기》 | 신아                             | 단막극                  |                      |
| 《한쪽 눈을 감아요》            | 김유진                           | 70부작                  |                      |
| 《미스터리 멜로》               | 송경화                           | 엄정화의 잔인한 눈물 편 |                      |
| 1995                            | 《인간극장》                     | 양희연                  | 고등어와 크레파스 편 |
| 1995                            | 《가면 속의 천사》               | 김숙현                  | 16부작               |
| 1995                            | 《사랑을 기억하세요》            | 화영                    | 8부작                |
| 1996                            | 《부자유친》                     | 송화원                  | 56부작               |
| 1997                            | 《스타》                         | 신수민                  | 10부작               |
| 1997                            | SBS 주말극장 《아름다운 죄》     | 박정화                  | 30부작               |
| 1998                            | SBS 주말극장 《아름다운 죄》     | 박정화                  | 30부작               |
| 2001                            | 《뉴논스톱》                     |                         | 특별출연             |
| 2003                            | 《아내》                         | 서현자                  | 52부작               |
| 2004                            | 《12월의 열대야》                | 오영심                  | 17부작               |
| 2007                            | 《칼잡이 오수정》                | 오수정                  | 16부작               |
| 2009                            | 《결혼 못하는 남자》             | 장문정                  | 16부작               |
| 2014                            | 《마녀의 연애》                  | 반지연                  | 16부작               |
| 2017                            | 주말드라마 《당신은 너무합니다》 | 유지나 / 김혜정         | 50부작               |
| 2022                            | 《우리들의 블루스》              | 고미란                  | 20부작               |
| 2023                            | 닥터 차정숙                      | 차정숙                  | 16부작               |
| 2024                            | 더 와이프                        | 은잎새                  | 16부작               |
| 2025                            | 금쪽같은 내 스타                 | 봉청자                  |                      |

### 영화
| 연도 | 제목                                                            | 역할               | 비고      |
| ---- | --------------------------------------------------------------- | ------------------ | --------- |
| 1992 | 《결혼 이야기》                                                 | 여자 DJ            | 단역      |
| 1993 | 《바람부는 날이면 압구정동에 가야한다》                         | 오혜진             | 주연      |
| 1994 | 《블루시걸》                                                    | 조슈아             | 목소리    |
| 1994 | 《마누라 죽이기》                                               | 김혜리             | 조연      |
| 2002 | 《결혼은, 미친 짓이다》                                         | 강연희             | 주연      |
| 2003 | 《싱글즈》                                                      | 동미               | 주연      |
| 2004 | 《어디선가 누군가에 무슨 일이 생기면 틀림없이 나타난다 홍반장》 | 윤혜진             | 주연      |
| 2005 | 《내 생애 가장 아름다운 일주일》                                | 허유정             | 주연      |
| 2005 | 《오로라 공주》                                                 | 정순정             | 주연      |
| 2006 | 《호로비츠를 위하여》                                           | 김지수             | 주연      |
| 2006 | 《Mr. 로빈 꼬시기》                                             | 민준               | 주연      |
| 2007 | 《지금 사랑하는 사람과 살고 있습니까?》                         | 서유나             | 주연      |
| 2009 | 《오감도》                                                      | segment 4 - 이정하 | 주연      |
| 2009 | 천만영화 《해운대》                                             | 이유진             | 특별출연  |
| 2009 | 《인사동 스캔들》                                               | 배태진             | 주연      |
| 2010 | 《베스트셀러》                                                  | 백희수             | 주연      |
| 2011 | 《마마》                                                        | 동숙               | 주연      |
| 2012 | 《댄싱퀸》                                                      | 정화               | 주연      |
| 2013 | 《끝과 시작》                                                   | 이정하             | 주연      |
| 2013 | 《몽타주》                                                      | 하경               | 주연      |
| 2013 | 《톱스타》                                                      | 자신               | 특별 출연 |
| 2014 | 《관능의 법칙》                                                 | 정신혜             | 주연      |
| 2015 | 《미쓰 와이프》                                                 | 이연우             | 주연      |
| 2020 | 《오케이! 마담》                                                | 미영               | 주연      |
| 2023 | 《화사한 그녀》                                                 | 지혜               | 주연      |

| 연도 | 제목                            | 역할   | 비고 |
| ---- | ------------------------------- | ------ | ---- |
| 1995 | 《우리집 식구는 아무도 못말려》 | 엘리스 |      |

### 방송출연
- 1995년 3월 7일: KBS2 《TV는 사랑을 싣고》 - 게스트 출연
- 1995년 3월 11일 ~ 종료일자 미상:  KBS2 《특종 웃음대결》 - 송승환과 함께 진행
- 1996년 9월 8일 ~ 1996년 10월 13일: SBS 《코미디 펀치펀치》 1부 - MC(임하룡, 이다도시와 공동)
- 2010년 7월 23일 ~ 2010년 10월 22일: Mnet《슈퍼스타K 2》 - 심사위원(이승철, 윤종신, 박진영과 공동)
- 2017년 12월 13일: JTBC 《한끼줍쇼》 - 게스트 출연
- 2020년: JTBC 《아는 형님》 - 게스트 출연
- 2020년 8월 22일 ~ 2020년 11월 14일: MBC《놀면 뭐하니?》 - 환불원정대
- 2021년: CBS 《새롭게 하소서》
- 2022년 5월 15일: TV CHOSUN 《스타다큐 마이웨이》 - 故 강수연 편 VCR 출연
- 2023년 5월 25일 ~ 2023년 8월 10일 : tvN 《댄스가수 유랑단》
- 2023년: SBS 《신발벗고 돌싱포맨》 - 게스트 출연
- 2023년 6월 7일: tvN 《유 퀴즈 온 더 블럭》 - 게스트 출연
- 2023년 6월 27일: JTBC 《짠당포》
- 2023년 10월 10일: SBS 《신발 벗고 돌싱포맨》
- 2023년 12월 2일: MBC 《전지적 참견 시점》

### 라디오
- 1998년 ~ 2001년 KBS Cool FM 《가요광장》

## 그 외 출연 작품

### 광고
- 동아오츠카 로얄디 (1993)
- 산도깨비 (1995)
- 마리 끌레르 (1996)
- 일화 천연사이다 (1996)
- BYC (1997)
- BYC 아미에 (1997)
- 네슈라화장품 (1998)
- 라이코스코리아 (1999)
- YAH HOLLYWOOD (1999)
- 오리온 케익오뜨 (1999)
- LX하우시스 깔끄미 (1999)
- SK바이오팜 트라스트 (1999/2000)
- 도도화장품 (1999/2000)
- SK에너지 엔크린 (2000)
- 패션쇼핑몰 제패 (2001)
- 금호타이어 솔루스 스포츠 (2001)
- 유니레버코리아 폰즈 클리어훼이스 (2001/2002)
- 불스원 불스원샷 (2002/2003)
- KT 001 블루 (2003) (故 장진영과 함께 출연)
- 르노삼성자동차 SM5 (2006)
- 위니아전자 딤채 (2006)
- 삼성화재 애니카 (2007)
- 빙그레 투게더 (2007)
- 모두투어 (2008)
- 노비타 비데 (2008/2009)
- 파파로티 (2009)
- LG텔레콤 엑스피드 (2009)
- 동원F&B 순닭가슴살 (2011) (엄태웅과 함께 출연)
- 롯데칠성음료 Scotch Blue (2011)
- 바이엘코리아 레덕손더블액션 (2014)
- 복음의적함 (2019)
- 고용노동부 전 국민 고용보험 (2020)
- 베스킨라빈스 (2023)
- 짐빔 하이볼 (2023)

## 홍보대사
- 2001년 문화관광부 한국방문의 해 명예홍보사절
- 2001년 국무총리실 교통안전 홍보대사
- 2003년 한국야구위원회 프로야구 홍보대사
- 2004년 삼성라이온즈 홍보대사
- 2009년 성동세무서 일일명예민원봉사실장
- 2012년 고려대의료원 클레프트 인 미얀마         캠페인 홍보대사
- 2013년 제7회 실종 아동의 날 명예홍보대사
- 2014년 제51회 대종상영화제 홍보대사

## 수상
- 2023 서울콘 에이판 스타 어워즈 중편드라마 부문 여자 최우수연기상 《닥터 차정숙》
- 2020 MBC 방송연예대상 버라이어티부문 여자 우수상 《놀면 뭐하니?》
- 2013 한국영화배우협회 송년의 밤 영화 톱스타상 《몽타주》
- 2013 제21회 대한민국문화연예대상 영화부문 여자 최우수 연기상 《몽타주》
- 2013 제50회 대종상 여우주연상 《몽타주》
- 2012 제48회 백상예술대상 영화부문 여자 최우수 연기상 《댄싱퀸》
- 2010 제18회 이천춘사대상영화제 여우주연상 《베스트셀러》
- 2007 FKCCI 주최 2007 갈라 디너파티 [한불 우정상 수상]
- 2007 제4회 한국대중음악상 최우수 댄스&일렉트로닉 앨범부문상
- 2006 제7회 부산영화평론가협회상 여우주연상 《오로라 공주》
- 2006 제42회 백상예술대상 인스타일 패션니스트상
- 2006 동아TV 패션 뷰티상 패션 아이콘상
- 2006 한국대중음악상: 일렉트로니카/댄스 부문 최우수상
- 2004 제27회 황금촬영상 특별상 《홍반장》
- 2003 제39회 백상예술대상 영화부문 여자 최우수 연기상 《결혼은 미친 짓이다》
- 2003 KBS 연기대상 여자 우수연기상 《아내》
- 2002 모델라인 베스트 드레서 백조상
- 2001 MBC 10대 가수 가요제 30세 이상이 뽑은 가수상
- 2001 KBS 가요대상 청소년부문 10대 가수상
- 2001 SBS 가요대전 본상
- 2001 KMTV 가요대전 본상
- 2001 제12회 서울가요대상 본상
- 2000 KBS 가요대상 10대 가수상
- 2000 SBS 가요대전 10대 가수상
- 2000 KMTV 가요대전 본상
- 2000 제8회 한국최고인기연예대상 가수부문 본상
- 2000 제11회 서울가요대상 스타일리스트상
- 2000 제11회 서울가요대상 본상
- 2000 제15회 골든디스크 본상
- 2000 제7회 대한민국 연예 예술대상 신세대 가수상
- 2000 제1회 대한민국 영상 대전 여자가수 부문 포토제닉상
- 1999 MBC 10대 가수 가요제 30대 이하, 30대 이상 가수상
- 1999 KBS 가요대상 청소년부문 최우수상
- 1999 KBS 가요대상 10대 가수상
- 1999 SBS 가요대전 10대 가수상
- 1999 제10회 서울가요대상 본상
- 1999 제14회 골든디스크 본상
- 1999 Mnet 아시아 뮤직어워드 최우수 여자 솔로상
- 1998 한국메이크업분장예술가협회 가수 부문 베스트 메이크업상[93]
- 1998 제13회 골든디스크 본상
- 1998 KBS 가요대상 10대 가수상
- 1998년 12월 29일 KBS2 뮤직뱅크 가수들이 직접 뽑은 우정상
- 1998 SBS 가요대전 10대 가수상
- 1998 제9회 서울가요대상 10대 가수상
- 1997 KBS 가요대상 10대 가수상
- 1997 SBS 가요대전 10대 가수상
- 1997 제8회 서울가요대상 10대 가수상
- 1997 KMTV 가요 제전 10대 가수상
- 1997 Mnet 뮤직비디오상
- 1996 모델라인선정 가수부문 베스트드레서
- 1993 제17회 황금촬영상 신인연기상 《바람부는 날이면 압구정동에 가야 한다》

## 성과지표

### 공중파 가요 프로그램 주요 성적
| 연도            | 순위 (총 11회) |
| --------------- | --- |
| 1997년 (총 5회) | - 배반의 장미 (총 5회) - 5월 3일 MBC 《인기가요베스트50》 1위 - 5월 10일 MBC 《인기가요베스트50》 1위 (2주 연속) - 5월 14일 KBS 《가요톱텐》 1위 - 5월 21일 KBS 《가요톱텐》 1위 (2주 연속) - 6월 1일 SBS 《TV가요20》 1위 |
| 1998년 (총 5회) | - POISON (총 5회) - 9월 12일 MBC 《음악캠프》 1위 - 9월 19일 MBC 《음악캠프》 1위 - 9월 20일 SBS 《인기가요》 1위 - 9월 26일 MBC 《음악캠프》 1위 (3주 연속, BEST OF BEST) - 10월 4일 SBS 《인기가요》 1위 (통산 2주)      |
| 1999년 (총 1회) | - 몰라 (총 1회) - 7월 25일 SBS 《인기가요》 1위 |

### 음반판매량
1998년부터 한국음반산업협회 및 신나라레코드에서 발표한 공식음반판매량에 기재된 음반판매량 및 여자솔로가수중 순위
| 순위/년도 | 1998년               | 1999년               | 2000년                  | 2001년               |
| --------- | -------------------- | -------------------- | ----------------------- | -------------------- |
| 1위       | 김현정 1집 552,639장 | 김현정 2집 561,614장 | 김현정 3집 421,052장    | 왁스 2집 711,311장   |
| 2위       | 엄정화 4집 458,147장 | 엄정화 5집 552,373장 | 박지윤 4집 399,143장    | 장나라 1집 323,248장 |
| 3위       | 양파 2집 321,662장   | 이정현 1집 532,185장 | 이정현 2집 382,433장    | 양파 4집 306,301장   |
| 4위       | 이소라 3집 241,755장 | 양파 3집 429,515장   | 백지영 2집 360,201장    | 김현정 4집 240,000장 |
| 5위       | 박지윤 2집 228,188장 | 박지윤 3집 378,025장 | 박정현 3집 265,747장    | 이정현 3집 202,408장 |
| 6위       | 이소은 1집 134,653장 | 박정현 2집 300,522장 | 소찬휘 4집 259,926장    | 백지영 3집 194,337장 |
| 7위       |                      | 박미경 4집 61,049장  | 엄정화 6집 238,801장    | 엄정화 7집 191,252장 |
| 12위      |                      |                      | 엄정화 베스트 146,587장 |                      |

### 여가수 선호도(리스피아르 조사 연구소)
- 1999년 하반기 1위 엄정화(21.5%) 2위 핑클(16.5%) 3위 S.E.S(16.1%)[94]
- 2000년 상반기 1위 핑클(19.5%) 2위 엄정화(16.6%) 3위 S.E.S(15.1%))[95]
- 2001년 상반기 1위 엄정화(17.4%) 2위 핑클(16.1%) 3위 S.E.S(13.7%)[96]

### 관객동원력
2013년 11월 20일 기준, 영진위 크레딧 주연으로 등록된 작품만을 기준으로한 관객동원력 순위에서 전체 여자 배우중 3위를 차지했다.
- 1위 김혜수: 38,486,178 명
- 2위 하지원: 31,672,876 명
- 3위 엄정화: 30,515,754 명
- 4위 전지현: 26,757,491 명
- 5위 김해숙: 24,972,787 명
- 6위 손예진: 24,255,798 명
- 7위 고아성: 22,382,471 명

연합뉴스가 발표한 관객동원력에서 2010년 여자 배우 2위
, 2012년 여자 배우 1위, 남녀전체 5위를 차지했다.
| 순위 | 이름   | 관객수    |
| ---- | ------ | --------- |
| 1위  | 송강호 | 4,085만명 |
| 2위  | 설경구 | 3,978만명 |
| 3위  | 김윤석 | 3,572만명 |
| 4위  | 박해일 | 3,321만명 |
| 5위  | 엄정화 | 2,737만명 |
| 6위  | 하지원 | 2,649만명 |
| 7위  | 김혜수 | 2,489만명 |

조선일보가 2003~2006년 3차례 발표한 스타관객동원력에서 2003년 11위, 2005년 12위, 2006년 9위를 기록했다.
| 순위/년도 | 2003년 | 2005년 | 2006년 |
| --------- | ------ | ------ | ------ |
| 1위       | 전지현 | 문근영 | 이영애 |
| 2위       | 전도연 | 전지현 | 전도연 |
| 3위       | 이영애 | 이영애 | 전지현 |
| 4위       | 장진영 | 김선아 | 문근영 |
| 5위       | 김선아 | 강혜정 | 손예진 |
| 6위       | 김정은 | 전도연 | 김선아 |
| 7위       | 김하늘 | 손예진 | 이나영 |
| 8위       | 하지원 | 장진영 | 임수정 |
| 9위       | 이미연 | 수애   | 엄정화 |
| 10위      | 손예진 | 임수정 | 하지원 |
| 11위      | 엄정화 | 하지원 | 김혜수 |
| 12위      | 이미숙 | 엄정화 | 장진영 |
| 13위      | 문소리 | 문소리 | 김수미 |
| 14위      | 이나영 | 김정은 | 송혜교 |
| 15위      | 신은경 | 이나영 | 수애   |
| 16위      | 장나라 | 염정아 | 김하늘 |
| 17위      | 이은주 | 김하늘 | 문소리 |
| 18위      | 김혜수 | 최지우 | 강혜정 |
| 19위      | 고소영 | 이미숙 | 최강희 |
| 20위      | 김희선 | 한가인 | 고현정 |

### 영화 출연료
2013년 9월 4일에 방송된 SBS 《한밤의 TV 연예》에 따르면 엄정화의 출연료는 3억원대로 이민정, 이나영과 비슷한 수준으로 밝혀졌다. 엄정화보다 많은 출연료를 받는 여자 배우로는 하지원(4억 8천), 손예진(4억 3천), 임수정(4억), 전지현(3억 8천), 김혜수(3억 7천)가 있다.
2005년 세계일보 기사에 따르면 엄정화는 편당 3억~2억5천만원 정도의 출연료를 받으며, 이는 3억5천~3억원 사이의 출연료를 받는 전도연과 장진영보다 약간 낮은 수준이라고 한다.

## 가족 관계
- 아버지: 엄진옥(1928년 12월 19일~ 1974년 7월 14일)
- 어머니: 유경숙
- 언니: 엄정혜(1966년~)
- 여동생: 엄정선(1971년~ )
- 남동생: 엄태웅(1974년 4월 5일 ~ )
  - 조카: 엄지온(2013년 6월 18일 ~)

## 같이 보기
- 김완선
- 이효리
- 댄스가수유랑단
- 이소라
- 정재형